# Карстознавство
Карстознавство або карстологія (рос. карстология, карстоведение, англ. karstology, karst-phenomena studies; нім. Karstologie f, Karst- und Höhlenkunde f) — наука про карст, галузь геолого-географічних наук, що досліджує сучасні і давні процеси та явища, які розвиваються у розчинних природними водами гірських породах. Вивчає процеси і форми рельєфу, що розвиваються в розчинних у воді гірських породах, в тому числі способи розробки корисних копалин в умовах закарстованих товщ гірських порід. У самостійну наукову дисципліну виділено в 1947 р.
Основні розділи карстології, карстознавства:
- загальна карстологія,
- регіональна карстологія,
- інженерна та історична гідрологія,
- гідрогеологія та карст.

Карстологія, карстознавство тісно пов'язана із спелеологією. Як самостійний науковий напрямок карстологія, карстознавство виділилася в 1947 р. Широкого розвитку набула в 50-х роках ХХ ст. Карстологія, карстознавство використовує різні методи польових експедиційних досліджень, стаціонарних спостережень, математичних методів тощо. В Україні дослідження з карстології проводить Інститут геологічних наук НАН України, Інститут мінеральних ресурсів, «Укргеологія», Сімферопольський університет.